# The Beach Boys (album)
| Recensione                    | Giudizio |
| ----------------------------- | -------- |
| AllMusic                      | [ 1 ]    |
| Blender                       | [ 2 ]    |
| Christgau's Record Guide      | C        |
| Encyclopedia of Popular Music | [ 4 ]    |
| The Rolling Stone Album Guide | [ 5 ]    |

The Beach Boys è il venticinquesimo album in studio del gruppo musicale statunitense dei Beach Boys, pubblicato nel 1985. Si tratta del primo album della band registrato dopo la morte del membro fondatore Dennis Wilson. Inoltre è anche il primo album del gruppo ad essere stato registrato con tecnologia digitale e pubblicato in formato CD.

## Descrizione
Per l'album, la band assunse il produttore dei Culture Club, Steve Levine, che li introdusse al mondo delle drum machine, dei sintetizzatori, dei campionamenti, e della tecnologia di registrazione moderna in generale. Brian Wilson, Carl Wilson, Mike Love, Bruce Johnston e Al Jardine svolsero tutti un ruolo di rilievo nel progetto, scrivendo numerose nuove canzoni per esso; anche Stevie Wonder donò una sua composizione alla band. L'album venne registrato durante l'estate del 1984 ai Red Bus Studios di Londra, e al Westlake Audio Studio di Los Angeles a fine 1984/inizio 1985.
Nonostante il disco contenesse il singolo di successo Getcha Back (composto da Mike Love e dal suo nuovo partner musicale, l'ex produttore dei Byrds Terry Melcher), l'album raggiunse solo la posizione numero 52 in classifica negli Stati Uniti (ottenendo comunque la più alta posizione in classifica della band sin dai tempi di 15 Big Ones del 1976). Dopo la pubblicazione del disco, la CBS Records lasciò scadere il contratto che la legava ai Beach Boys senza rinnovarlo, lasciando il gruppo senza un contratto discografico per la prima volta in diversi decenni.
Brian Wilson contribuì all'opera con un brano da lui scritto nel 1982 insieme a Dennis Wilson, la canzone intitolata Oh Lord, ma essa venne lasciata fuori dalla versione finale del disco, tuttavia una parte della canzone venne rielaborata nel bridge di Crack at Your Love.

## Tracce
1. Getcha Back – 3:02 (Mike Love/Terry Melcher)
2. It's Gettin' Late – 3:27 (Carl Wilson/Myrna Smith-Schilling/Robert White Johnson)
3. Crack at Your Love – 3:40 (Brian Wilson/Al Jardine/Eugene Landy)
4. Maybe I Don't Know – 3:54 (C. Wilson/Smith-Schilling/Steve Levine/Julian Stewart Lindsay)
5. She Believes in Love Again – 3:29 (Bruce Johnston)
6. California Calling – 2:50 (Jardine/B. Wilson)
7. Passing Friend – 5:00 (George O'Dowd/Roy Hay)
8. I'm So Lonely – 2:52 (B. Wilson/Eugene Landy)
9. Where I Belong – 2:58 (C. Wilson/Johnson)
10. I Do Love You – 4:20 (Stevie Wonder)
11. It's Just a Matter of Time – 2:23 (B. Wilson/Landy)
12. Male Ego – 2:32 (B. Wilson/Love/Landy)

## Formazione
The Beach Boys
- Al Jardine – voce e cori, chitarra elettrica
- Bruce Johnston – voce e cori, Kurzweil K250
- Mike Love – voce e cori
- Brian Wilson – voce e cori, Yamaha DX1, Roland Jupiter-8, Oberheim OB-8, Oberheim Xpander, pianoforte
- Carl Wilson – voce e cori, Yamaha DX1, chitarra elettrica

Musicisti aggiuntivi
- John Alder – chitarra elettrica ed acustica, chitarra sintetica, dobro
- Graham Broad – batteria, percussioni
- Jeffrey Foskett – cori
- Stuart Gordon – violino, viola, violoncello
- Steve Grainger – sax baritono e tenore
- Roy Hay – chitarra elettrica, Yamaha DX1, PPG Wave 2.3, Oberheim OB-8, Oberheim Xpander, Prophet-5
- Simon Humphrey – basso
- Judd Lander – armonica
- Steve Levine – programmazione sintetizzatori
- Julian Lindsay – Kurzweil K250, PPG Wave 2.3, Oberheim OB-8, Yamaha DX1, Oberheim Xpander, Prophet-5, Roland Jupiter-8, E-mu Emulator, basso, organo, pianoforte acustico
- Marcus Miller – basso
- Kenneth McGregor – trombone
- Terry Melcher – cori e Kurzweil K250
- Gary Moore – chitarra elettrica, Synthaxe
- Ian Ritchie – sax tenore, Lyricon, sax baritono
- Dave Spence – tromba
- Ringo Starr – batteria e timpani
- Stevie Wonder – pianoforte elettrico, armonica, basso sintetico, drum machine Linn 9000, tamburello